# 한족
한족(중국어 간체자: 汉族, 정체자: 漢族, 병음: hànzú)은 중국에 거주하는 민족이다.  2017년 기준으로 한족(漢族) 인구는 13억명으로 중화인민공화국 인구의 약 92%이다.

## 역사
한족은 중국티베트어족으로서 황허강 유역에 존재하였다. 진나라의 지배에서 초나라가 독립하였고 이후 유방이 기원전 206년 서부 한중(漢中)으로 좌천되어 한왕(漢王)이 되었다. 이후 좌천된 한중(漢中)이라는 단어를 기원으로 삼아 한나라를 건국하였다. 한족의 왕조가 쇠퇴하면서 이민족(異民族) 왕조의 북위가 한족들을 정복하였고 이후 이민족들이 건국한 북조가 남조의 한족들까지 정복하여 한족들은 피지배민족이 되었다. 고구려가 유주(베이징,텐진) 지역을 함락시켜 정복하였다. 무천진의 선비족들이 지배계층으로서 수,당이 건국되었다. 이후 위구르의 공격을 받아 약화되어 멸망, 돌궐인이 중국에 후당을 건국하였다가 멸망하였고 금나라의 여진족과 요나라의 거란족이 한족들을 정복한다. 원나라를 세운 쿠빌라이는 몽골족으로 알려져 있다. 이렇듯 한족은 이민족의 속민이 되어 지배당한 역사가 여러 번 있었다. 여러 이민족들이 한족을 정복하여도 문자를 기록하는 것에 있어서는 한족들이 담당하였다. 한족들이 사는 각 지역에 이민족들이 식민(植民)되었고 한족을 정복한 선비족들은 한자(漢字) 성씨를 쓰기 시작하였다. 이민족의 지배체제에 체념한 한족들은 지배자인 이민족에게 무릎을 끓고 이민족들을 부모로 섬겨 이민족들의 조상들을 삼황오제, 주나라 제후국 인물 등과 동일화하여 기록하였다. 이런 중화사상의 작업은 화이동근(華夷同根)이라고 불리며 이것은 한족들 입장에서 이민족인 조선인들에게도 적용되었다. 실존하지 않은 기자조선의 기자가 한반도 한(韓)씨의 조상으로 기록된 것처럼 한반도인들 또한 한족(漢族)과 동일하다는 화이동근(華夷同根) 사상이 널리 퍼져 있었다.
한족은 명나라때 잠깐 다시 국토를 수복한적이 있다. 원나라, 청나라 시대에는 다시 이민족에 정복되어 피지배 민족으로 전락했다. 특히 원나라 중기 때 한족에 대한 지배가 가혹하였는데 중국학자 신력건에 의하면 당시 몽골 원나라는 이전 동아시아에는 퍼지지 않았던 후기 불교이며 성적 샤크라를 중시하는 티베트의 라마교에 강하게 영향을 받아 원나라에 있는 모든 몽골인들은 샤크라 라마교를 믿게 되었다. 그리고 몽골 군인 1명당 100명의 한족들이 배당되어 한족들이 칼같은 무기를 가지고 있는지 감시하였고 라마교를 핑계로 한족여성들은 몽골 군인들에게 초야권을 바쳐야 했다. 그래서 당시 한족들은 첫째 아이는 살해하는 풍습까지 생겼다. 이런 초야권은 역사적으로 동아시아에서 원나라에서만 보여지는 특수한 문화로 한족에게만 가해지는 지배 방법이였다. 당시 몽골 지배기와 만주족 지배기에 한족들을 채용하긴 하였으나 한족이 할 수 있었던 직급은 제한적인 경우가 많았으며 기생이나 내시 등 하층민 계급을으로서 멸시받는 인구가 더 많았다. 청나라의 지배에 있던 중국인 한족(漢族)들은 숭청(崇淸)억명(抑明)으로 같은 한족을 업압하고 만주족을 섬기는 자들만 관료로 임명되었다.
청나라 만주족의 식민지시대를 거쳐 중화인민공화국이 건국된 이후 성씨가 없던 중국 인구 80%가 성씨를 부여 받고 한족에 편입되었다. 현재 중화인민공화국은 근대화하여 모든 민족들은 평등 권리를 가지고 있어서 지배민족은 존재하지 않는다.

## 연구 결과
중국인은 한족과 그 외의 55개 소수민족으로 구성되어 있는데 북부에는 퉁구스 계열의 Y염색체 O3가 많으며 남부는 한족 계열의 Y염색체 O2a가 많은 것으로 발표가 되었다. Y염색체 O2a와 O3보다 훨씬 더 일찍 아시아 남쪽에서 북상하여 동아시아에 도착한 고아시아 인종 Y염색체인 C도 중국에서는 인구 비율 매우 많이 발견된다.
2001년 중국 국영 연구소는 중국은 54개 소수민족으로 이루어진 다민족 국가임에도 13억 인구의 92%가 신분증에 한족이라고 쓰여 있다고 하며 중국 정부의 공식 인구 통계를 부정하는 연구결과를 발표하였다. 그 이유는 통계로는 92%가 한족으로 나타나지만 남부와 북부의 중국인의 유전적인 차이가 존재하며 이는 북중국은 이민족들이 지배계층으로서 한족들이 피지배계층으로 오래 유지되어 왔기 때문이다.
현재 중국에서 신분증에는 민족이름이 쓰여져 있다. 부모의 출신 민족이 서로 다르면 자녀에게 신분증에 쓰여질 민족 이름의 선택 권한이 주어지지만 소수민족을 택하는 자녀는 거의 없는 실정이며 한족을 선택하고 있다. 또한 청나라 시절 성씨가 없고 어느 족에도 속하지 않던 중국 인구 80%가 중화인민공화국이 건국되면서 한족 성씨를 부여 받았기 때문에 한족의 비율이 92%나 나타나고 있는 것이다.

## 같이 보기
- 화하족
- 화이동근(華夷同根)

## 참고 문헌
- 「한족」, 《브리태니커백과》